# 342 a. C.
El año 342 a. C. fue un año del calendario romano prejuliano. En el Imperio romano se conocía como el Año del Consulado de Ahala y Rutilo (o menos frecuentemente, año 412 Ab urbe condita). 

## Acontecimientos

### China
- En el curso del período de los Reinos Combatientes, el ejército del estado de Qi derrota el ejército del estado de Wei en la Batalla de Maling. Esta batalla implica la estrategia militar del general Sun Bin (descendiente de Sun Tzu), y es la primera batalla en la historia documentada que da un relato fiable de la ballesta de mano con un mecanismo de gatillo.

### Macedonia
- Aristóteles se hace cargo de la educación de Alejandro de Macedonia (más tarde conocido como Alejandro Magno), hijo de Filipo II.[1]
- Filipo empieza una serie de campañas en Tracia con el propósito de anexionarla para ser una provincia de Macedonia. Cuando el ejército macedonio se acerca al Quersoneso tracio (la península de Gallípoli), un general ateniense llamado Diopites saquea este distrito de Tracia, incitando así la cólera de Filipo por operar demasiado cerca de una de sus ciudades en el Quersoneso. Filipo reclama su retirada. En respuesta, la asamblea ateniense es convocada. Demóstenes convence a los atenienses que Diopites no se retire.
- Filipo II de Macedonia invita al filósofo griego Aristóteles a su capital en Pela para ser tutor de su hijo Alejandro. Como la figura intelectual líder en Grecia, le encargan a Aristóteles que prepare a Alejandro para su futuro papel como líder militar.

### República romana
- Batalla del Monte Gauro entre los romanos y los samnitas. La batalla es un éxito para los romanos, quienes, se dice, son guiados por Marco Valerio Corvo. Combatida al pie del monte Gauro, cerca de Cumas, es el más notable encuentro de la primera guerra samnita.

### Sicilia
- El general corintio Timoleón extiende su gobierno sobre Sicilia, eliminando a una serie de otros tiranos y preparando Sicilia para otra invasión cartaginesa que amenazaba.

## Nacimientos
- Menandro (en griego Μένανδρος), comediógrafo griego, máximo exponente de la llamada Comedia nueva.